# Aeschi
Aeschi es una comuna suiza ubicada en el distrito de Wasseramt del cantón de Soleura. Desde el 1 de enero de 2012 incluye la antigua comuna de Steinhof.

## Geografía
La comuna se encuentra situada en la meseta suiza en la región del valle del río Emme. Aeschi limita al norte con las comunas de Bolken, al noreste con Niederönz (BE), al este con Herzogenbuchsee (BE), al sur con Seeberg (BE) y Heinrichswil-Winistorf, y al oeste con Hersiwil y Etziken. Tras la absorbción de Steinhof como exclave, limita también con las comunas de Bettenhausen, Hermiswil, y Seeberg, todas en el cantón de Berna.